# Ампара (аеропорт)
Аеропорт Ампара (синг. අම්පාර ගුවන්තොටුපළ, трансліт. Ampāra Guvantoṭupaḷa; там. அம்பாறை விமான நிலையம், трансліт. Ampāṟai Vimāṉa Nilaiyam; IATA: ADP, ICAO: VCCG), також відомий як Аеропорт Гал-Оя — внутрішній аеропорт у Гал-Оя на південному сході Шрі-Ланки. Це також військова авіабаза, відома під назвою ВПСШЛ Ампара.
Об'єкт розташований на відстані 8,1 км на північний захід від міста Ампара. Він розташований на висоті 46 метрів і має одну злітно-посадкову смугу, позначену 07/25, з поверхнею з асфальту 1097 м × 46 м.

## Історія
Повітряна смуга в Гал-Оя біля Ухани була побудована в 1950-ті роки Радою з розвитку Гал-Ої. 19 грудня 1989 року військово-повітряні сили Шрі-Ланки від ВПСШЛ Катунаяке перемістилися до цієї повітряної смуги. Цільовий навчальний центр відкрився на базі у липні 2000 року.

## Авіалінії та напрямки на листопад 2018
| Авіакомпанія | Пункт призначення         |
| ------------ | ------------------------- |
| FitsAir      | Чартер: Коломбо-Ратмалана |
| Helitours    | Коломбо-Ратмалана         |